# Nadseja Kutschar

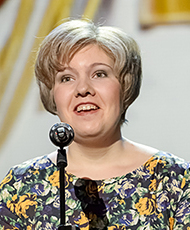
Nadseja Kutschar (2015)

Nadseja Anatoleuna Kutschar (belarussisch Надзея Анатолеўна Кучар, englisch Nadine Koutcher, * 18. Mai 1983 in Minsk, Weißrussische SSR) ist eine belarussische Opernsängerin, die als dramatischer Koloratursopran auftritt. Sie gewann 2015 den „Singer of the World“-Wettbewerb der BBC in Cardiff.

## Biographie
Nadseja Kutschar wurde 1983 in Minsk geboren. Sie studierte Musik und schloss ihr Grundstudium 2003 am Staatlichen Minsker Musikkolleg in der Abteilung für Musiktheorie ab.
2007 hatte sie ihr Operndebut am Opern- und Ballett-Theater des Sankt Petersburger Konservatoriums mit der Partie der Marfa in der Zarenbraut von Nikolai Rimski-Korsakow. 2009 übernahm sie ein Engagement am Michailowski-Theater in St. Petersburg, sie sang zuerst die Violetta in Verdis La traviata. Am selben Theater folgte eine Reihe von Rollen für lyrischen und Koloratursopran wie die Eudoxie in Halévys Jüdin und Oscar in Verdis Maskenball.
2011 erwarb sie ihr Diplom als Sängerin am Sankt Petersburger Konservatorium bei Tamara Nowitschenko und Kira Isotowa.
2012 wurde sie von Teodor Currentzis in das Solistenensemble des Staatlichen Opern- und Ballett-Theaters in Perm berufen. Im Mai 2012 nahm sie am Internationalen Diaghilev-Festival teil und sang die Partie der Medea in der russischen Premiere von Pascal Dusapins Oper Medeamaterial. Für diese Rolle wurde sie 2013 in Moskau mit dem russischen Theaterpreis Goldene Maske ausgezeichnet.
Im Dezember 2015 sang Kutschar in einer neuen Produktion von La traviata in einer Inszenierung von Dieter Dorn und unter der musikalischen Leitung von Daniel Barenboim an der Staatsoper Unter den Linden in Berlin. Im Mai 2023 gab sie die Cecília in Il Guarany von Carlos Gomes am Theatro Municipal von São Paulo.
Im Juli 2023 gab die Sängerin bekannt, dass sie an Brustkrebs erkrankt sei. Nach der erfolgreichen Behandlung tritt Kutschar wieder öffentlich auf.

## Auszeichnungen

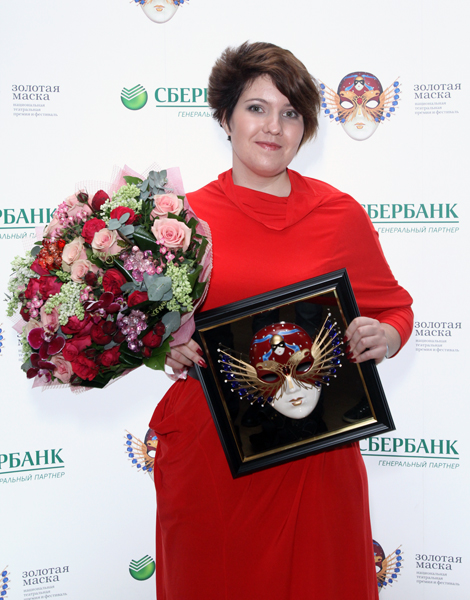
Nadseja Kutschar bei der Verleihung der Goldenen Maske (2013)

- 2006: Erster Preis beim Gesangswettbewerb des Mahutny Bozha-Musikfestivals
- 2007: Erster Preis beim Bibigul-Tulegenova-Wettbewerb in Kasachstan
- 2007: Erster Preis beim Irina-Bogacheva-Wettbewerb in St. Petersburg
- 2011: Erster Preis beim Michailov-Wettbewerb für junge Opernsänger in Tscheboksary
- 2012: Internationaler Gesangswettbewerb von ’s-Hertogenbosch
- 2013: Goldene Maske
- 2015: Hauptpreis beim Cardiff-Singer-of-the-World-Wettbewerb der BBC[3][6]